# Doku-Soap
Als Doku-Soap (Dokumentar-Seifenoper) bezeichnet man eine Form des Reality-TV, in der die gezeigten Personen in dramatisch inszenierter, unterhaltender Weise dargestellt werden.
Im strengen Sinne handelt es sich um eine Art Dokumentarfilm, die z. B. Familien in außergewöhnlichen Situationen begleitet wie einem Umzug ins Ausland, oder jede Folge unterschiedliche Personen zeigt bei einem gleichbleibenden Grundthema wie Erziehung, finanzielle Schieflage oder Renovierung. Die Fernsehsender bezeichnen allerdings auch sogenannte „Scripted Reality“ als „Doku-Soap“, die große Ähnlichkeit zu klassischen Doku-Soaps aufweist, jedoch einem frei erfundenen Drehbuch folgt und von Laiendarstellern oder professionellen Schauspielern inszeniert wird, die sich von den Inhalten der Handlung distanzieren.
Doku-Soaps vermischen vorgeblich Unterhaltung mit Information und sollen daher Vertreter des Infotainment oder Edutainment sein. Wie bei den namensgebenden Seifenopern oder täglichen Talkshows stehen aber in der Regel Emotionen im Vordergrund, Probleme und Konflikte, die oft künstlich herausgehoben werden. Bei den meisten Vertretern des Formats ist dadurch ein informativer, lehrender Effekt oft nicht vorhanden.
Doku-Soaps erscheinen grundsätzlich in Fortsetzungen.

## Eigenschaften
Folgende Eigenschaften sind für Doku-Soaps typisch:
- Konzentration auf wenige Personen, die als Identifikationsfiguren für den Zuschauer dienen
- Beobachtung von vermeintlich alltäglichen Menschen in außergewöhnlichen Situationen
- hohe Emotionalität, weniger oder gar kein dokumentarischer Anspruch, keine Rücksicht auf Tatsachenverfälschungen im Schnitt oder bei den Kommentaren
- keine journalistische Wertung des Geschehenen
- Erhöhung des Wiedererkennungsfaktors durch einprägsames Erscheinungsbild
- Spannungsbögen über das Ende einer Folge oder eine Werbe-Unterbrechung hinaus

Bei Doku-Soaps werden häufig Techniken zur Emotionalisierung und Personalisierung im Sinne von Affektfernsehen eingesetzt. Die Stützung auf die angebliche Realität verleiht den präsentierten Geschichten mehr Glaubwürdigkeit und Plausibilität. Prinzipiell kann jedes Ereignis fiktionalisiert werden. Sehr beliebt sind vor allem Ereignisse, die an einen bestimmten Ort, eine bestimmte Notsituation oder eine bestimmte Personengruppe gebunden sind.
Abgesehen davon, dass die Präsenz einer Kamera im privaten Bereich oder bei der Ausübung von Berufen mit Publikumsverkehr immer Einfluss auf die Agierenden hat, wird die Situation bei vielen Doku-Soaps zum Teil auch gezielt beeinflusst oder übertrieben dargestellt. Manchmal werden einzelne Situationen auch nachgestellt oder gefälscht, beispielsweise durch falsche Kommentare des Sprechers zu einer Szene.
Die Doku-Soap-Parodie Güsel in der Schweiz verkehrte die dramaturgischen Kniffe ins Gegenteil, ohne das Format zu ändern.

## Grundtypologie
Unterschieden werden Doku-Soaps nach vier Grundtypen, von denen es weitere Vermischungen und thematische sowie stilistische Durchdringungen gibt:
- Sozial-normative Konditionierung: Personen mit norm-abweichendem Verhalten werden resozialisiert, indem sie in die Gesellschaft oder der Familie zurückgeführt werden. Beispiele sind Die Super Nanny, Das Erziehungcamp oder Teenager außer Kontrolle.
- Isolation und Bewährung: Personen oder Personengruppen werden in einer fest begrenzten Umgebung über einen begrenzten Zeitraum von ihren Herkunftsbindungen und -orten isoliert, in der sie sich durch soziales Selbstmanagement unter Beobachtung des Publikums behaupten müssen, von dessen Gunst ihr Verbleib (und damit ein Gewinn) abhängen kann. Sie müssen sich hierbei sozialen und psychischen Extremsituationen stellen. Beispiele sind Big Brother, Ich bin ein Star – Holt mich hier raus! oder Abenteuer 1900 – Leben im Gutshaus.
- Transformation: Die Protagonisten werden in einem bestimmten für sie prägenden Lebensabschnitt filmisch begleitet. Dies können Umzüge, Diäten, Renovierungen oder Auswanderungen sein. Die erste Doku-Soap im Deutschen Fernsehen ist die 10-teilige Reihe Abnehmen in Essen von Claudia Richarz mit Carl-Ludwig Rettinger in Koproduktion mit dem WDR und ARTE. Bekannte Beispiele sind Einsatz in vier Wänden oder Jedes Kilo zählt – Eine Insel wird schlank.
- Unbekanntes Alltägliches: meist bereits feste Gruppen von Personen werden filmisch beobachtet, um Einblick in den (vermeintlich) authentischen Alltag zu gewinnen. Ziel sind Familien oder Institutionen. Beispiele sind Die Fussbroichs oder Die Ludolfs – 4 Brüder auf’m Schrottplatz.

Als Beispiel für eine Vermischung dieser Aspekte kann man Rach, der Restauranttester nennen. Hier bot man vor allem in den ersten Staffeln Einblicke hinter die Kulissen der Gastronomie. Teilweise stehen auch Renovierungsaktionen im Vordergrund oder es wird ein Konditionierungsproblem behandelt.

## Rollen/Figuren
Bei Doku-Soaps werden gerne stereotype Vertreter von Berufsgruppen und Durchschnittsbürger in Problemsituationen thematisiert. Der hohe Emotionalisierungsgrad bei Doku-Soaps bedingt oftmals extreme, mitunter vollkommen unrealistische Stereotype oder Handlungsweisen. Je nach Sendung wird auch gezielt versucht Personen zusammenzubringen, die einem Ideal entsprechen, und dem Gegenteil dazu, Personen, mit denen sich die Zuschauer identifizieren können oder ihnen sympathisch sind, und Personen, die durch ihre Darstellung Hass, Abscheu oder Schadenfreude der Zuschauer auf sich ziehen.

## Abgrenzung von anderen Gattungen

### Scripted Reality (Pseudo-Doku)
Obwohl sie sich auf den ersten Blick ähneln, sind Doku-Soaps von der Scripted Reality oder Pseudo-Dokus zu differenzieren. Dennoch bezeichnen die Fernsehsender viele dieser Serien irreführend als „Doku-Soaps“. Auch in der Literatur wird diese Trennung nicht immer vorgenommen, sondern es werden häufig beide Begriffe synonym verwendet.

### Reality-Shows
Doku-Soaps unterscheiden sich von Reality-Shows dadurch, dass bei Reality-Shows bewusst eine unnatürliche Situation erzeugt wird, z. B. viele verschiedene Menschen unter schwierigen Bedingungen auf engstem Raum. Häufig wird bei Reality-Shows eine formatbedingte Konkurrenzsituation unter den Teilnehmern geschaffen.

## Vertreter

### Deutschland
- Das Erste
  - Abenteuer 1900 – Leben im Gutshaus, (Dienstboten und Herrschaft), 16 Folgen, Erstausstr. 2004
  - Abenteuer 1927 – Sommerfrische, (Dienstboten und Herrschaft), 16 Folgen, Erstausstr. 2005.
  - Die Bräuteschule 1958, 2006
  - Engel, Bengel und Musik – Ein Blick hinter die Kulissen des Dresdner Kreuzchors, 12 Folgen, Erstausstrahlung 2006
  - Schwarzwaldhaus 1902, Vierteiler, 2002
  - Steinzeit – Das Experiment, 2007
  - Träume, Tränen, Töne – Unser erstes Jahr in Belvedere, 13 Folgen, Erstausstrahlung 2008
  - Urlaub wie früher – mit dem Trabbi an die Nordsee, vier Folgen, Erstausstrahlung 2007.
  - Windstärke 8 – 6 Folgen, Erstausstrahlung 2005
  - Elefant, Tiger & Co. (Zoo-Doku-Soap)
  - Pinguin, Löwe & Co. (Zoo-Doku-Soap)
  - Panda, Gorilla & Co. (Zoo-Doku-Soap)
  - Leopard, Seebär & Co. (Zoo-Doku-Soap)

- ZDF
  - Die harte Schule der 1950er Jahre, 5 Folgen, Erstausstrahlung 2005 (gedreht auf Burg Hohenfels)
  - Babystation (47 Folgen in zwei Staffeln, 2006 und 2007, produziert durch Spiegel TV, über das Perinatalzentrum der Asklepios-Klinik Altona)[6]
  - Dresdner Schnauzen (Zoo-Doku-Soap), 2007 bis 2009
  - Tierische Kumpel (Zoo-Doku-Soap), 2008 bis 2010
  - Kleine Familie sucht große Liebe, 2009,  alleinerziehende Väter und Mütter bei der Partnersuche, 10 Folgen.[7]
  - Bares für Rares, seit 2013
  - Der Haustier-Check, 2014–2017, unregelmäßig[8]

Doku-Soap-Elemente haben auch die ZDF-Kochsendungen Die Küchenschlacht (seit 2008) und Lafer, Lichter, Lecker (2006–2017).
- RTL
  - Wendt – Der Salon-Coach[9][10]
  - Mein Baby (2002–2010)[11]
  - Die Super Nanny (Scripted Reality)
  - Raus aus den Schulden
  - Rach, der Restauranttester
  - Polizeistation Berlin-Mitte
  - Bauer sucht Frau
  - Einsatz in 4 Wänden
  - Helfer mit Herz
  - Notruf
  - Unsere erste gemeinsame Wohnung
  - Familienhilfe mit Herz
  - Papa gesucht
  - Mein Garten
  - 10 Jahre jünger (Styling-Doku)
  - Die Ausreißer – Der Weg zurück
  - Die Autohändler – Feilschen, kaufen, Probe fahren (Scripted Reality)
  - Der Hotelinspektor
  - Erwachsen auf Probe
  - Ice Road Truckers
  - Mitten im Leben[12] (Scripted Reality)
  - Nachbarschaftsstreit! (früher: Nachbarschaftsstreit – Kolb greift ein) (Scripted Reality)
  - Schwiegertochter gesucht
  - Teenager außer Kontrolle
  - Unser neues Zuhause
  - Verdachtsfälle (Scripted Reality)
  - Vermisst
  - Recht und Ordnung
  - Familien im Brennpunkt (Scripted Reality)
  - Betrugsfälle (Scripted Reality)
  - Die Schulermittler[12] (Scripted Reality)
  - Die Trovatos – Detektive decken auf (Scripted Reality)
  - Undercover Boss
  - Mietprellern auf der Spur

- RTL II
  - Frauentausch (Scripted Reality)
  - Family Stories
  - Endstation Rosenkrieg – Wenn aus Liebe Hass wird
  - Ärger im Revier – Auf Streife mit der Polizei
  - Schnulleralarm! – Wir bekommen ein Baby
  - Zuhause im Glück – Unser Einzug in ein neues Leben
  - Die Hammer-Soap – Heimwerker im Glück
  - Die Superfrauchen – Einsatz für vier Pfoten
  - Die Supermamas – Einsatz im Kinderzimmer
  - Augen auf beim Autokauf
  - Wildlife-Sendungen (Akteure von Produktionsfirma beauftragt)
  - Crocodile Hunter – Im Angesicht der Bestie (mit Steve Irwin)
  - Jeff Corwins tierische Abenteuer
  - Killer Instinct
  - Freunde der Nacht (zum Teil inszeniert)
  - Die Wollnys – Eine schrecklich große Familie
  - Die Geissens – Eine schrecklich glamouröse Familie
  - Traumfrau gesucht
  - Privatdetektive im Einsatz (Scripted Reality)
  - Villa Germania – Forever Yong
  - Extrem schön! – Endlich ein neues Leben
  - Die Kochprofis – Einsatz am Herd
  - Zugriff – Jede Sekunde zählt (Scripted Reality)
  - Teenie-Mütter
  - Mein Traumjob – Die Chance meines Lebens
  - Die Babystation – Jeden Tag ein kleines Wunder (2015–2018)

- ProSieben
  - Der Salonretter – waschen, schneiden, föhnen mit Andreas Wendt[13]
  - Alles in Ordnung – Mit dem Wahnsinn auf Streife
  - Die Aufpasser – taff. spezial
  - Sarah & Marc in Love (2005)
  - We Are Family[12]
  - U 20
  - Cut or Go mit Andreas Wendt[14]
  - Das Model und der Freak
  - Gülcan und Collien ziehen aufs Land
  - Jana Ina & Giovanni – Wir sind schwanger
  - SOS – Einsatz der Beauty-Retter[15]

- Sat.1
  - Auf Streife (Scripted Reality)
  - Die 2 – Anwälte mit Herz
  - Die Superlehrer
  - Zeugen gesucht – mit Julia Leischik
  - Julia Leischik sucht: Bitte melde dich
  - Die strengsten Eltern der Welt
  - Stellungswechsel: Job bekannt, fremdes Land
  - Secret Eaters
  - Familie Wurst (8 Folgen) mit Michael Wurst

- kabel eins
  - Helden der Kreisklasse
  - Mein neues Leben
  - Hagen hilft!
  - Mein Mann, sein Hobby & ich
  - Mein Revier – Ordnungshüter räumen auf
  - Job-Duell – Die Chance deines Lebens
  - Achtung Kontrolle! – Einsatz für die Ordnungshüter (Scripted Reality)
  - Die strengsten Eltern der Welt
  - Stellungswechsel: Job bekannt, fremdes Land
  - Schluss mit Hotel Mama
  - Männer allein daheim
  - Imbiss live
  - Das Fast Food-Duell
  - Tamme Hanken: Der Knochenbrecher auf Tour (2015–2016, 2 Staffeln, 19 Folgen)[16]

- DMAX
  - Steel Buddies – Stahlharte Geschäfte
  - Der Checker
  - Die Ludolfs – 4 Brüder auf’m Schrottplatz
  - Die Modellbauer

- VOX
  - Das perfekte Dinner
  - Goodbye Deutschland! Die Auswanderer[12]
  - Die Rückwanderer
  - Auf und davon – Mein Auslandstagebuch
  - Mitbewohner gesucht
  - Mein Traumhaus am Meer
  - Wohnen nach Wunsch – das Haus
  - Unser Traum vom Haus
  - Ab ins Beet – Die Garten-Soap
  - Urlaub, wo der Pfeffer wächst
  - Schneller als die Polizei erlaubt (Scripted Reality)
  - Die Küchenchefs

- ARTE
  - Abnehmen in Essen
  - Abenteuer Mittelalter
  - Delphin-Kinder[17]
  - Die kulinarischen Abenteuer der Sarah Wiener

- Discovery Channel
  - Meerkat Manor

- Sport 1
  - Die PS-Profis

- NDR
  - Der XXL-Ostfriese (63 Folgen) mit Tamme Hanken
  - Der XXL-Ostfriese: Nur das Beste (13 Folgen)
  - Der XXL-Ostfriese: Herd statt Pferd (8 Folgen)

- WDR
  - Die Fussbroichs
  - Der Trödel-King
  - Frau Dr. Haus – Der Große Immobiliencheck
  - Yvonne Willicks – Der Große Haushaltscheck
  - Abnehmen in Essen
  - Familie Wurst – Mit Herz und Haaren (6 Folgen, 2016) mit Michael Wurst

### Österreich
- ORF
  - Der Club 25 (Doku-Soap im Rahmen der Sendung „25 das Magazin“, 13 × 5 Minuten)
  - Das Match (Fußballshow, zur Fußball-Europameisterschaft 2008)
  - Die Überflieger
  - Wiener Blut

- ATV
  - Betrogen! Ich hab’s geahnt (Synchronisation einer amerikanischen Doku-Soap)
  - Das Geschäft mit der Liebe – Frauen aus dem Osten
  - Der Putztrupp
  - Die Lugners
  - Die Skilehrer
  - Die Super Nannys
  - Die Bergretter[18]
  - Lugners go USA
  - Saturday Night Fever – Die Clique
  - Saturday Night Fever – So feiert Österreichs Jugend
  - Tausche Familie
  - Teenager werden Mütter
  - Bauer sucht Frau

### Schweiz
- SRF
  - Die Pfahlbauer von Pfyn
  - Leben wie zu Gotthelfs Zeiten
  - Airline (6 Folgen)
  - Everest (7 Folgen, 2003)
  - Jobtausch  (seit 2012, 37 Episoden in 6 Staffeln)
  - Match (7 Folgen, 2006)
  - Rekrutenschule (6 Folgen)
  - Tierspital (7 Folgen)
  - Zirkus (6 Folgen)
  - Zoo (6 Folgen, 2004)
  - Das Internat – Schule wie vor 50 Jahren (2004)
  - Mini Lehr und ich (4 Folgen, 2014)
  - Mini Beiz, dini Beiz (2014 bis 2019)
- 3+
  - Bumann, der Restauranttester (2009 bis 2021); siehe Daniel Bumann

### Vereinigte Staaten
- Bravo
  - The Real Housewives of Beverly Hills (seit 2010)

## Dokumentationen
- Panorama – Die Reporter: Das Lügenfernsehen. NDR, 4. Mai 2011, online unter Das Lügenfernsehen, NDR.